# Helicogorgia ramifera
Helicogorgia ramifera is een zachte koraalsoort uit de familie Chrysogorgiidae. De koraalsoort komt uit het geslacht Helicogorgia. Helicogorgia ramifera werd in 1992 voor het eerst wetenschappelijk beschreven door Williams.